# نجم إينيس
غليزا 422 نجم تلفظ باللاتينية:ɡli:zə وGliese جليسي بالإنجليزية غليزا 422 المعروف أيضا باسم نجمة اينيس (بالإنجليزية: Innes' star)‏
نسبة للعالم روبرت تي اينيس غليزا 422 قزم أحمر يبعد عن الشمس 41 سنة ضوئية  في كوكبة القاعدة  ويعتبر من أقرب النجوم للشمس.
مطلع مستقيم = 11h 16m 00.20551s
الميل = −57° 32′ 51.5988 

## الاكتشاف
أكتشف النجم غليزا 422 بواسطة العالم روبرت اينيس في مرصد الاتحاد الموجود في مدينة جوهانسبرغ جنوب أفريقيا قام اينيس بقياس الحركة خاصة وتزيح النجم

## الموصفات
النجم غليزا 422 قزم احمر من النوع M3.5V وتم تقدير كتلتة بحوالي 35% مقارنة بكتلة الشمس وهو نجم خافت للغاية شدتة الإضاءة 1.1% من شدتة اضاءة الشمس القدر الظاهري 11 وتقدر درجة حرارة السطح 3,323 كلفن.

## اكتشافات
في عام 2014 تم اكتشاف كوكب يدور حول النجم غليزا 422 كوكب خارج النظام الشمسي أطلق علية غليزا 422 ب كما جرت العادة في تسمية أول كوكب يكتشف حول نجم بأن يسمى باسم النجم ثم حرف b يدور الكوكب حول النجم كل 26 يوم ارضي. وقدر موقعة ضمن النطاق صالح للحياة. وتقدر المنطقة الصالحة للحياة لهذا النجم بين 0.11 وحدة فلكية و0.21 وحدة فلكية ويقدر بعد الكوكب عن نجمة 16 مليون كلم<